# Pequeño Pantera Negra
Pequeño Pantera Negra fue un cuaderno de aventuras, obra del guionista Pedro Quesada y el dibujante Miguel Quesada, publicado por la valenciana Editorial Maga en 1958. Fue la serie de mayor éxito de la editorial, y alcanzó los 275 números.

## Trayectoria editorial
En 1958, Maga dio por finalizadas las aventuras de Pantera Negra, pero dio paso a "Pequeña Pantera Negra", la cual heredó su numeración, comenzando así con el 55. Su formato, en cambio, era la mitad del anterior y vertical en lugar de apaisado (12 x 17 en lugar de 17 x 24) con el doble número de páginas, aunque a partir del número 124 adoptó el formato tradicional del cuadernillo. En el mercado español, había ya un precedente de este traspaso de titularidad de un cuaderno de padre a hijo: El Jinete Fantasma (1947) respecto a Chispita (1951).
Miguel Quesada fue el dibujante de la gran mayoría de las entregas hasta la 177 (1961), en la que fue sustituido por Jesús Herrero. Anteriormente, sólo habían sido relevado por Luis Bermejo, en los números 67 y 68, y José Ortiz, en 120, 137, 138, 141 y 142.
También en 1961, se editó su único almanaque, ilustrado por R. Méndez. Miguel Roselló fue el autor de los últimos números de la serie.

## Valoración
El ensayista Pedro Porcel Torrens ha resaltado la acción vertiginosa de la serie, así como el estilo fluido y el montaje cinematográfico de Miguel, más emparentado con el del comic book que con la tira diaria.